# الدومينيكان الافارقة
الأفارقة-الدومينيكان هم دومينيكيون من أصل أفريقي ويشكلون غالبية سكان دومينيكا .

## الأصول
تم جلب الأفارقة في البداية إلى دومينيكا من خلال تجارة الرقيق. تشير السجلات الاستعمارية إلى بلدان متعددة للعبيد. تحتوي السجلات على بيانات عن موانئ المغادرة للسفن، ، وتاريخ الوصول إلى دومينيكا، وعدد المستعبدين على ومعدلات البقاء، وأسماء القوارب، غالبا ماتكون اصول العبيد من السود الافارقة.
استنادًا إلى هذه السجلات، جاءت غالبية العبيد الأفارقة من،  من جنوب شرق نيجيريا و سواحل الكاميرون .  يشكل 62٪ من العبيد البالغ عددهم 57.000 المستوردين إلى دومينيكا غالبية الافارقة فيها.
كان العبيد الآخرون من السنغال ،  غامبيا ، سيراليون (4.8٪  ) ، ساحل ويندوارد (11٪) ،  ليبيريا ولا سيما شعب باسا من مجموعة كرو العرقية، غانا (3٪) بنين (1٪) ،  مملكة بوبو، الكونغو و برازافيل ( مملكة لوانغو (82 فردًا) ، أنغولا ( أمبوندو ) و جنوب شرق إفريقيا (670 فردًا) والكونغو وأنغولا (6.7٪). ينتمي العبيد الاخرون في دومينيكا إلى مجموعات اليوروبا، ، فولا، كونغو والولوف وغيرها من المجموعات العرقية.

## التاريخ
خلال الحكم البريطاني في دومينيكا، تم جلب 100.000 عبد على الأقل إلى الجزيرة،  وصل 40.000 منهم بين 1763 و 1778. اعتبارًا من 1760 ، تم استيراد 10551 من العبيد.  
تم تداول العديد من العبيد الذين نقلوا إلى دومينيكا مع المزارعين في جوادلوب، مارتينيك وسانت لوسيا .  مع إعادة احتلال الجزيرة الفرنسية بين 1778 ومنتصف مايو 1783 ، وصلت سفينة رقيق واحدة فقط في أواخر عام 1781 إلى دومينيكا.
و بعد إعادة احتلال بريطانيا بين مايو 1783 وأواخر 1789 ، استؤنفت تجارة الرقيق وتم جلب 38,328 من العبيد الجدد إلى دومينيكا. في 1790s ، وصل 11776 من العبيد.
دفع العدد الكبير من العبيد في دومينيكا في عام 1795 إلى تمرد العبيد، الذي تأثر بالثورة الهايتية، لم تكن الثورة ناجحة، وفي السنوات الثماني الأولى من القرن التاسع عشر، وصل 7734 من العبيد الأفارقة الاضافيين إلى دومينيكا.
تم منع العبيد، العبيد المحررين، وأصحاب العقارات الأفارقة من المشاركة في المناقشات السياسية والاقتصادية أو صنع القرار.
بسبب اعدادهم الكبيرة وسوء معاملتهم، ازداد عدد العبيد الهاربين مع مرور الوقت. كان هؤلاء العبيد السابقين مسلحين وقادوا تمردًا ضد البريطانيين في 1785 و 1786. لم يكن التمرد ناجحًا وتم سجن القادة أو إعدامهم. تكررت الصراعات بين العبيد والبريطانيين عدة مرات، واستمرت حتى عام 1815.
في عام 1831 ، على الرغم من استمرار العبودية، منح قانون براون الحقوق السياسية والاجتماعية للأفارقة الدومينيكان.
وفي عام 1832 ، تم انتخاب ثلاثة رجال ملونين للجمعية التشريعية بمجلس النواب الدومينيكي.
في 1 أغسطس 1834 ، بدأ إلغاء الرق، الذي مرره البرلمان البريطاني قبل عام، ودخل حيز التنفيذ في دومينيكا.
في عام 1838 كان هناك أغلبية ملونة . و أصبحت دومينيكا أول مستعمرة بريطانية في منطقة البحر الكاريبي مع هيئة تشريعية يسيطر عليها الأشخاص الملونون.
علاوة على ذلك، كان معظم المشرعين الملونين من أصحاب الأراضي أو التجار الصغار الذين عارضت وجهات نظرهم الاقتصادية والاجتماعية مصالح أصحاب الأراضي الأثرياء الإنجليز.
ضغط ملاك الأراضي الإنجليز من أجل سيطرة بريطانية أكثر مباشرة، بينما دافع المشرعون الملونون عن قوانين تعزز رفاهية العبيد السابقين. تسببت المصالح المختلفة في زيادة عدم الاستقرار السياسي الداخلي مما أدى إلى اشتباكات بين العبيد السابقين والمستوطنين. في عام 1844 ، حرر العبيد، وانضموا إلى تمرد شعب كاليناغو ضد أصحابها السابقين.
في عام 1865 ، استبدلت السلطة الاستعمارية البريطانية الجمعية المنتخبة، المكونة من نصف الأعضاء المنتخبين ونصف المعينين. في عام 1871 ، أصبحت دومينيكا جزءًا من جزر ليوارد وتراجع نفوذ السكان الأفارقة. في عام 1896 ، تم استعادة الحكومة الاستعمارية وقيدت الحقوق السياسية للسكان الأفارقة. وثبت أن المساعدة الإنمائية، المقدمة كتعويض عن الحرمان من الحقوق، لها آثار لا تذكر.

## الديموغرافيا
وفقًا لتعداد دومينيكا لعام 2001 ، فإن السكان المنحدرين من أصل أفريقي يشكلون 86.8 ٪ من السكان، بينما يشكل الأشخاص من العرق المختلط 8.9 ٪. في المجموع، ويشكل الأفارقة-الدومينيكان 95.7٪ من السكان.  
معظم سكان الدومينيكان يتحدثون الإنجليزية، على الرغم من أن هناك بعض المجتمعات التي تتحدث لغة الكريول الفرنسية ولهجة كوكوي التي هي مزيج من اللغة الإنجليزية والكريول الفرنسية.
 وصلت لهجة الكوكوي إلى دومينيكا في القرن 19 من خلال المهاجرين الذين اتوا من أنتيغوا ومونتسيرات .  اما بالنسبة للدين فمعظم سكان الدومينيكان كاثوليك مع أقلية بروتستانتية .

## التأثيرات الثقافية
تنعكس التأثيرات الإفريقية للغة والثقافة الدومينيكية في الرقص والموسيقى والغذاء والملابس والدين واستخدام الأعشاب والنباتات الطبية، بما في ذلك:
- اللغة: يتم تسجيل التأثير الأفريقي في الكلمات وبناء الجملة . العديد من الكلمات المدمجة في الكريول الفرنسية في دومينيكا هي من أصل أفريقي، وكانت مفيدة في تتبع بعض أصول العبيد.
- الرقص: تشتق أنواع عديدة من الرقص الدومينيكي من غرب إفريقيا مثل البيلي.
- الموسيقى: التأثير في الفلكلور الموسيقي في دومينيكا جدير بالملاحظة مثل الاستخدام المتكرر للطبول والإيقاعات الأفريقية في الرقصات والموسيقى.
- على سبيل المثال، "Lavway" . وقد ظهرت في البداية على السفن التي جلبت الأفارقة المستعبدين إلى دومينيكا. اليوم، يتم استخداما مع رقصة البيلي، وفي العمل .
- الغذاء: من بين الأطعمة الأفريقية للجزيرة اليام والأكراس .
- اللباس: يشمل اللباس الذي يعكس الأصل الأفريقي استخدام سلاسل الذهب والمجوهرات، وفي حالة الرجال، الحلي المصنوعة من الذهب . بالإضافة إلى ال، وهو ثوب مزخرف .
- الروحانية: الروحانية أمر شائع في دومينيكا. تم تكييف هذه الممارسة الدينية مع المسيحية وهي مهمة في الجنازات .
- النباتات والأدوية العشبية: يستخدم الأفارقة الدومينيكيون النباتات الاستوائية بعدة طرق مختلفة بما في ذلك الشاي والحمام والكمادات والتمائم لدرء الشر.[2]